# Обочина

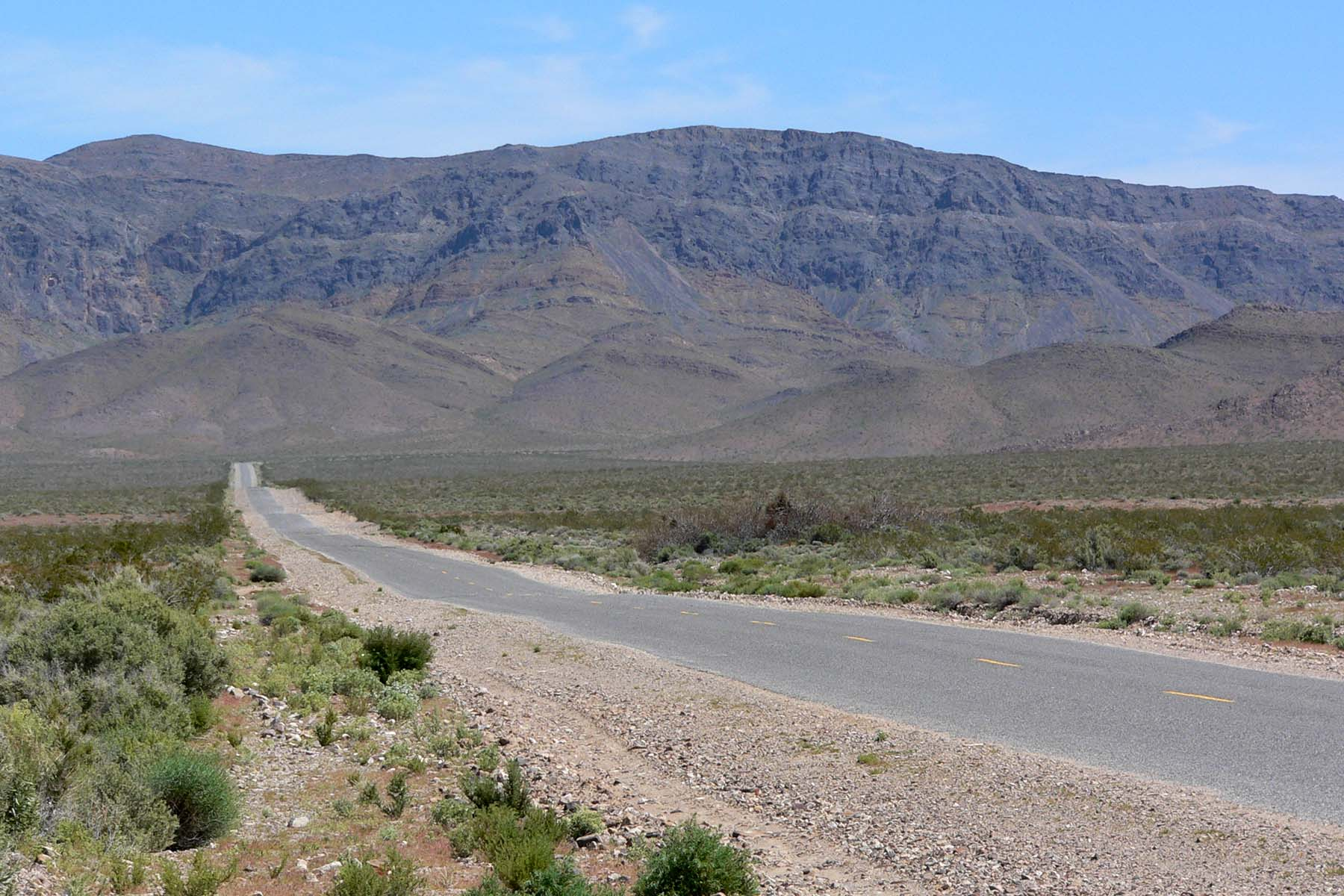
Дорога в Калифорнии с обочиной, покрытой гравием

Обо́чина — элемент дороги, примыкающий непосредственно к проезжей части на одном уровне с ней, выделенный с помощью разметки или конструктивно. Обычно обочина не предназначена для регулярного движения транспортных средств, а предназначена как место незапланированной остановки, например, вследствие поломки.

## Обочина вПДДРоссии
- Обочина не предназначена для нормального движения механических транспортных средств (ПДД 9.9).

Обочина применяется для:
- остановки и стоянки транспортных средств (ПДД 12.1);
- разворота, если его нельзя произвести без заезда на обочину (ПДД 8.8);
- на очень узких дорогах — для разъезда транспортных средств;
- при отсутствии тротуаров — для движения пешеходов (ПДД 4.1);
- при отсутствии велосипедных дорожек — для движения велосипедов и мопедов (только в случае невозможности движения по правому краю проезжей части) (ПДД 24.2).